# Koumra
Koumra est la sixième ville du Tchad par le nombre d'habitants (26 700 au recensement de 1993).
Elle est le chef-lieu de la région du Mandoul et du département du Mandoul Oriental. La ville de Koumra est l'une des villes les plus importantes et les plus peuplées du Tchad. Elle compte une dizaine des quartiers repartis en quatre arrondissements à savoir :
- La commune du 1er arrondissement est composée de six quartiers : Goulaye, Dilnda1, Dilnda 2 et Dilnda 3, Ardep et Baguirmi
- La commune du 2e arrondissement compte quatre quartiers : Bornou, Nderguigui, Doumgoto, 15 ans
- La commune du 3e arrondissement compte quatre quartiers : Madan, Représentant 1, Représentant 2 et Cotontchad.
- L'arrondissement numéro 4 compte 4 quartiers : Guirde Ngarkoumra 1 et 2, Résidentiel, Ndimadje, Lomadje.

## Géographie
Latitude : 8,910°N - Longitude : 17,550°E

### Transports
Il existe un aérodrome près de Koumra.

## Origine de la dynastie de Ngarkoumra
Vers 1820, naquit de l’union d’un Prince de Sanglé, près de Djoli et d’une Princesse de Begué, un garçon nommé Sakena, lequel grandit auprès du Chef Coutumier de Bessada, le très respecté Ngassade Nii. A la mort de ce dernier, c’est Sakena qui lui succéda au trône. Mais devenu un grand guerrier et dictateur fruste et barbare, grand pillard et raffleur des biens, Sakena, conquit à la pointe de sa sagaie de nombreux villages auxquels il donna pour Chef, ses fils et petits-fils. Au premier fils Guirde, il confia la direction de Koumra avec le titre de Ngarkoumra (chef de Koumra) et ce, après avoir évincé Ndah Ngarkindja. Le deuxième fils de Ngarkindja devint Ngassade à la mort de son père. Il est l’arrière-grand-père du Président Tombalbaye. Un autre fils de Guirde du nom Bandoline reçut le commandement de Ngaboulo avec le titre de NgarNgaboulo tandis que Ngadobem se vit confier le commandement de Ndila.
Guirde fut donc le premier Chef à exercer la fonction de Ngarkoumra. Son règne se situe entre 1870 et 1884. Celui qui fut le premier chef Sar à nouer des relations avec le royaume du Baguirmi et ce, parfois contre les intérêts de ses voisins. Son successeur, Bealoum (1884-1911) poursuit sa politique de collaboration avec le Royaume de Baguirmi. C’est ainsi qu’en avril 1884, de connivence avec les Baguimiens, dont il était l’allié, laissa ceux-ci attaquer Bedaya par surprise et capturer des centaines de personnes destinées à l’esclavage, alors que le village était en pleine fête de semailles ( nanbenan). Les captifs ne furent libérés que grâce à l’embuscade tendue aux ravisseurs par les guerriers de Bessada. Le règne de Béaloum fut aussi marqué par l’accueil triomphal qu’il avait réservé au conquérant Rabah en 1887 puis au premier Français à traverser le pays sara en la personne de Kashmiri Maistre, en novembre 1892.
Le successeur de Bealoum, le nommé Mbalnoudji, fidèle à la tactique de ses prédécesseurs qui consistait à éviter toute confrontation sanglante avec tout ennemi qu’on se savait de toute évidence supérieure en puissance, accueille pacifiquement les premiers conquérants Français en 1911. C’est sous son règne que la subdivision de Koumra fut créée le 12 janvier 1918. Cette subdivision résultait de la fusion de Bendjondo et de Goundi. Sa création obéissait à une nécessité stratégique selon laquelleKoumra est situé au carrefour des axes menant à Moissala au Sud, Doba et Bendjondo à l’Ouest, Goundi au Nord et Fort-Archambault à l’Est.
En 1924, Mbalnoudje fut évincé du pouvoir par les Français au profit de son neveu Beralngar à qui on confia non seulement le titre de Ngarkoumra, mais aussi celui de Chef de canton puis chef de groupe. Beralngar est le fils de Mbangkide de Sanglé. Son choix par les Français s’explique peut-être par le fait qu’il a grandi dans la Cour du Mbang du BaguirmiBougoumene et donc plus imprégné de l’administration et dusens de l’organisation de l’Etat,que son oncle Mbalnoudje.
Beralngar avait dirigé Koumra entre 1924 et 1945. Son règne fut marqué par la participation active au recrutement forcé pour la construction du chemin de fer Congo-océan et dans la répression sauvage de la révolte des Days de Bounan en 1929. Surnommé Gagla, il est sans conteste le Ngarkoumra qui a le plus marqué son temps et son peuple. Les ruines de son vaste palais qui sont encore visibles en face de l’hôtel de ville, constituent le monumentle plushistorique de la ville.
A la mort de Beralngar, c’est Halinan Bealoum qui lui succéda au trône entre 1945 et 1971. Mais leur successeur Danembaye Beralngar invoquant sa foi chrétienne qui serait incompatible avec les pratiques coutumières inhérentes à la fonction de Ngarkoumra, abandonna ce titre au profit du seul titre de chef de canton. Il était en fait un fervent chrétienprotestant. Ses successeurs Nadjitobaye Halinan et Mbangrebaye Nadjitobaye sont restés fidèles à cette séparation des pouvoirs coutumiers et administratifs. Sauf Gotobaye Nadjitobaye qui a conservé les deux titres, c’est à Chef de canton et Ngarkoumra jusqu’à sa mort en 2013 à Tunis, en Tunisie de suite d’une longue maladie.

## Éducation
Koumra abrite une vingtaine d’établissements scolaires :
- lycée marie ketal ;
- lycée Franco-Anglais le chemin de la réussite de Koumra ;
- lycée associé le berger ;
- lycée la nouvelle alliance ;
- lycée moderne ;
- lycée Scientifique de Koumra ;
- lycée de 15 ans ;
- lycée de ngomana ;
- lycée arabe attawfiq ;
- CEG de 15 ans ;
- CEG n° 1 de Koumra.
- écoles supérieures ;
- Institut supérieur de gestion et d’ingénierie ;
- école des agents sanitaires ;
- école normale d'instituteurs.